# Redvers Buller
Sir Redvers Buller tábornok (Crediton, 1839. december 7. – Crediton, 1908. június 2.) a brit hadsereg egyik leghíresebb és legkiemelkedőbb katonája volt. A második búr háborúban való részvétele tette halhatatlanná a nevét. Gazdag nemesi családban született, a hadseregbe, 1858-ban (19 évesen) lépett be.

## Élete
Creditonban született, melynek nagyurai már több mint egy évszázadra visszamenőleg ősei voltak. A Buller család vezetése alatt álló 5000 hold termőföld remekül jövedelmezett, ez évi 14 000 fontot jelentett amely akkoriban hihetetlen vagyonnak minősült.
Az iskolák elvégzése után rögtön szolgálatra jelentkezett (1858). Harcolt a kínai és indiai konfliktusokban, még parancsnoka is elismerte, hogy az ifjú halálmegvető bátorsággal küzdött. A seregben egyre nagyobb elismerésre tett szert, amelyet előléptetésekkel jutalmaztak.
A Viktória-keresztet azzal az akciójával érdemelte ki, mikor a zulukkal vívott háborúban parancsnokát körülvette az ellenség, Buller egymaga ugrott neki a parancsnokot körülvevő zuluknak, és sikerrel kimentette D'Arcy nevű felettesét.
A búr háborúk előtt még Szudánban és Egyiptomban teljesített szolgálatot.
Az első búr háborúban Evelyn Woods parancsnoksága alatt állt.
A második búr háborúban ő volt a brit erők parancsnoka. 1898-ban Aldershot területén ő kapta meg a parancsnokságot a brit csapatok felett. Egy évet parancsnokolt békeidőben, majd a búr háború kitörésekor az expedíciós erők főparancsnoka lett. Ezt a munkát semmiképpen sem akarta elvállalni. Úgy vélte, hogy 60 évesen már túl öreg a csapatok vezetéséhez, és sokkal jobb parancsnokhelyettes lenne, mint parancsnok. Ezeket az érveit elküldte Lansdowne hadügyminiszternek, de mivel ő erős ellenszenvet érzett Buller iránt, nem törődött a kérésével.
A háború alatt számos hiányosságra jött rá, például hogy a brit csapatok egyenruhája nem alkalmas az afrikai harcokra, és az élelmezés sincs rendesen megoldva.
Bullert 1901-ben Frederick Roberts váltotta fel, így véget ért Buller pályafutása.
Élete utolsó éveit hazájában élte le, 1908. június 2-án hunyt el, 68 éves korában.